# Národní park Sagarmatha
Národní park Sagarmatha se nachází v Nepálu a zabírá část Himálají včetně jižní strany Mount Everestu. Park byl založen 19. července 1976. Nachází se v něm jedinečné přírodní bohatství v podobě fauny i flóry. Hlavně díky tomu byl park v roce 1979 zapsán na Seznam světového dědictví UNESCO. Sagarmāthā je nepálské slovo odvozené od slov znamenajících oblohu a hlavu.